# Rally van Groot-Brittannië 2012
De Rally van Groot-Brittannië 2012, formeel 68th Wales Rally of Great Britain, was de 68e editie van de Rally van Groot-Brittannië en de tiende ronde van het wereldkampioenschap rally in 2012. Het was de 503e rally in het wereldkampioenschap rally die georganiseerd wordt door de Fédération Internationale de l'Automobile (FIA). De start en finish was in Cardiff.

## Programma
| Etappe | Datum                 | Klassementsproeven | Competitieve afstand |
| ------ | --------------------- | ------------------ | -------------------- |
| 1      | Vrijdag 14 september  | 6                  | 146,46 kilometer     |
| 2      | Zaterdag 15 september | 7                  | 95,36 kilometer      |
| 3      | Zondag 16 september   | 6                  | 83,10 kilometer      |
|        |                       |                    |                      |
| Totaal | Totaal                | 19                 | 324,46 kilometer     |

## Resultaten
| Algemene top tien | Algemene top tien | Algemene top tien    | Algemene top tien             | Algemene top tien | Algemene top tien | Algemene top tien | Algemene top tien |
| Pos.              | #                 | Rijder               | Auto                          | Gr/kl             | Tijd              | Eerste            | Punten            |
| Pos.              | #                 | Navigator            | Inschrijving                  | C                 | Straftijd         | Vorige            | Punten            |
| ----------------- | ----------------- | -------------------- | ----------------------------- | ----------------- | ----------------- | ----------------- | ----------------- |
| 1.                | 3                 | Jari-Matti Latvala   | Ford Fiesta RS WRC            | WRC               | 3:03:40,3         | 0:00              | 25 + 1            |
| 1.                | 3                 | Miikka Anttila       | Ford World Rally Team         | C                 |                   | =                 | 25 + 1            |
| 2.                | 1                 | Sébastien Loeb       | Citroën DS3 WRC               | WRC               | 3:04:08,1         | + 27,8            | 18 + 2            |
| 2.                | 1                 | Daniel Elena         | Citroën Total WRT             | C                 |                   | + 29,6            | 18 + 2            |
| 3.                | 4                 | Petter Solberg       | Ford Fiesta RS WRC            | WRC               | 3:04:09,0         | + 28,7            | 15                |
| 3.                | 4                 | Chris Patterson      | Ford World Rally Team         | C                 |                   | + 0,9             | 15                |
| 4.                | 10                | Mads Østberg         | Ford Fiesta RS WRC            | WRC               | 3:04:50,9         | + 1:10,6          | 12                |
| 4.                | 10                | Jonas Andersson      | Adapta World Rally Team       | C                 |                   | + 41,9            | 12                |
| 5.                | 2                 | Mikko Hirvonen       | Citroën DS3 WRC               | WRC               | 3:05:09,8         | + 1:29,5          | 10 + 3            |
| 5.                | 2                 | Jarmo Lehtinen       | Citroën Total WRT             | C                 |                   | + 18,9            | 10 + 3            |
| 6.                | 6                 | Jevgeni Novikov      | Ford Fiesta RS WRC            | WRC               | 3:07:17,3         | + 3:37,0          | 8                 |
| 6.                | 6                 | Ilka Minor           | M-Sport Ford World Rally Team | C                 |                   | + 2:07,5          | 8                 |
| 7.                | 8                 | Thierry Neuville     | Citroën DS3 WRC               | WRC               | 3:07:52,2         | + 4:11,9          | 6                 |
| 7.                | 8                 | Nicolas Gilsoul      | Citroën Junior WRT            | C                 |                   | + 34,9            | 6                 |
| 8.                | 15                | Matthew Wilson       | Ford Fiesta RS WRC            | WRC               | 3:09:40,7         | + 6:00,4          | 4                 |
| 8.                | 15                | Scott Martin         | M-Sport Ford World Rally Team | WRC               |                   | + 1:48,5          | 4                 |
| 9.                | 21                | Martin Prokop        | Ford Fiesta RS WRC            | WRC               | 3:10:39,2         | + 6:58,9          | 2                 |
| 9.                | 21                | Zdeněk Hrůza         | Czech Ford National Team      | C                 |                   | + 58,5            | 2                 |
| 10.               | 7                 | Nasser Al-Attiyah    | Citroën DS3 WRC               | WRC               | 3:13:12,4         | + 9:32,1          | 1                 |
| 10.               | 7                 | Giovanni Bernacchini | Qatar World Rally Team        | C                 |                   | + 2:33,2          | 1                 |
| DNF top tien      |                   |                      |                               |                   |                   |                   |                   |
| Pos.              | #                 | Rijder               | Auto                          | Gr/kl             | KP                | Reden             | Reden             |
| Pos.              | #                 | Navigator            | Inschrijving                  | C                 | KP                | Reden             | Reden             |
| DNF               | 5                 | Ott Tänak            | Ford Fiesta RS WRC            | WRC               | 17                | Wiel afgebroken   | Wiel afgebroken   |
| DNF               | 5                 | Kuldar Sikk          | M-Sport Ford World Rally Team | C                 | 17                | Wiel afgebroken   | Wiel afgebroken   |
| DNF               | 14                | Paolo Nobre          | Mini John Cooper Works WRC    | WRC               | 17                | Dynamo            | Dynamo            |
| DNF               | 14                | Edu Paula            | WRC Team Mini Portugal        | C                 | 17                | Dynamo            | Dynamo            |

| SWRC top drie | SWRC top drie   | SWRC top drie |
| Pos.          | Rijder          | Pnt.          |
| ------------- | --------------- | ------------- |
| 1             | Craig Breen     | 25            |
| 2             | Tom Cave        | 18            |
| 3             | Yazeed Al-Rajhi | 15            |

## Statistieken

#### Klassementsproeven
| Etappe | Datum        | KP | Starttijd | Naam                 | Lengte   | Snelste rijder     | Tijd    | Gem. snelheid | Rallyleider        |
| ------ | ------------ | -- | --------- | -------------------- | -------- | ------------------ | ------- | ------------- | ------------------ |
| 1      | 14 september | 1  | 8:13      | Dyfnant 1            | 20,48 km | Petter Solberg     | 11:53,5 | 103,33 km/u   | Petter Solberg     |
| 1      | 14 september | 2  | 9:38      | Hafren 1             | 24,87 km | Petter Solberg     | 14:46,2 | 101,03 km/u   | Petter Solberg     |
| 1      | 14 september | 3  | 10:19     | Myherin 1            | 27,88 km | Jari-Matti Latvala | 15:55,1 | 105,09 km/u   | Jari-Matti Latvala |
| 1      | 14 september | 4  | 13:13     | Dyfnant 2            | 20,48 km | Jari-Matti Latvala | 11:45,9 | 104,45 km/u   | Jari-Matti Latvala |
| 1      | 14 september | 5  | 14:38     | Hafren 2             | 24,87 km | Jari-Matti Latvala | 14:44,9 | 101,18 km/u   | Jari-Matti Latvala |
| 1      | 14 september | 6  | 15:19     | Myherin 2            | 27,88 km | Jari-Matti Latvala | 15:55,7 | 105,02 km/u   | Jari-Matti Latvala |
|        |              |    |           |                      |          |                    |         |               | Jari-Matti Latvala |
| 2      | 15 september | 7  | 9:00      | Crychan 1            | 19,56 km | Mads Østberg       | 10:38,1 | 110,01 km/u   | Jari-Matti Latvala |
| 2      | 15 september | 8  | 9:40      | Epynt 1              | 8,50 km  | Sébastien Loeb     | 4:31,3  | 110,27 km/u   | Jari-Matti Latvala |
| 2      | 15 september | 9  | 10:09     | Halfway 1            | 18,37 km | Jari-Matti Latvala | 10:33,7 | 104,24 km/u   | Jari-Matti Latvala |
| 2      | 15 september | 10 | 15:18     | Crychan 2            | 19,56 km | Petter Solberg     | 10:27,9 | 111,80 km/u   | Jari-Matti Latvala |
| 2      | 15 september | 11 | 15:56     | Epynt 2              | 8,50 km  | Jari-Matti Latvala | 4:28,5  | 111,42 km/u   | Jari-Matti Latvala |
| 2      | 15 september | 12 | 16:25     | Halfway 2            | 18,37 km | Petter Solberg     | 10:30,4 | 104,79 km/u   | Jari-Matti Latvala |
| 2      | 15 september | 13 | 18:34     | Celtic Manor         | 3,00 km  | Jari-Matti Latvala | 1:46,9  | 102,38 km/u   | Jari-Matti Latvala |
|        |              |    |           |                      |          |                    |         |               | Jari-Matti Latvala |
| 3      | 16 september | 14 | 7:21      | Port Talbot 1        | 17,40 km | Sébastien Loeb     | 9:15,9  | 112,68 km/u   | Jari-Matti Latvala |
| 3      | 16 september | 15 | 8:21      | Rheola 1             | 8,80 km  | Sébastien Loeb     | 4:42,0  | 112,34 km/u   | Jari-Matti Latvala |
| 3      | 16 september | 16 | 8:39      | Walters Arena 1      | 14,90 km | Jari-Matti Latvala | 8:49,3  | 101,34 km/u   | Jari-Matti Latvala |
| 3      | 16 september | 17 | 12:05     | Port Talbot 2        | 17,40 km | Petter Solberg     | 9:07,1  | 114,49 km/u   | Jari-Matti Latvala |
| 3      | 16 september | 18 | 13:05     | Rheola 2             | 8,80 km  | Sébastien Loeb     | 4:40,1  | 113,10 km/u   | Jari-Matti Latvala |
| 3      | 16 september | 19 | 13:23     | Walters Arena 2 (PS) | 14,90 km | Mikko Hirvonen     | 8:51,4  | 100,94 km/u   | Jari-Matti Latvala |

| KP overwinningen   | KP overwinningen |
| Rijder             | Aantal           |
| ------------------ | ---------------- |
| Jari-Matti Latvala | 8                |
| Petter Solberg     | 5                |
| Sébastien Loeb     | 4                |
| Mikko Hirvonen     | 1                |
| Mads Østberg       | 1                |

#### Power Stage
- Extra punten werden verdeeld voor de drie beste tijden over de 14,90 kilometer lange Power Stage aan het einde van de rally.

| Pos. | Rijder             | Tijd   | Verschil | Gem. snelheid | Punten |
| ---- | ------------------ | ------ | -------- | ------------- | ------ |
| 1.   | Mikko Hirvonen     | 8:51,4 | =        | 100,94 km/u   | 3      |
| 2.   | Sébastien Loeb     | 8:52,6 | + 1,2    | 100,71 km/u   | 2      |
| 3.   | Jari-Matti Latvala | 8:52,9 | + 1,5    | 100,66 km/u   | 1      |

## Kampioenschap standen

#### Rijders
|   | Pos. | Rijder             | Pnt. |
| - | ---- | ------------------ | ---- |
| = | 1    | Sébastien Loeb     | 219  |
| = | 2    | Mikko Hirvonen     | 158  |
| = | 3    | Petter Solberg     | 119  |
| = | 4    | Mads Østberg       | 114  |
| = | 5    | Jari-Matti Latvala | 113  |

#### Constructeurs
|   | Pos. | Constructeur                  | Pnt. |
| - | ---- | ----------------------------- | ---- |
| = | 1    | Citroën Total WRT             | 348  |
| = | 2    | Ford World Rally Team         | 237  |
| = | 3    | M-Sport Ford World Rally Team | 123  |
| = | 4    | Qatar World Rally Team        | 63   |
| 1 | 5    | Adapta World Rally Team       | 61   |

- Noot: Enkel de top 5-posities worden in beide standen weergegeven.